# Mihail Kasianov
Mihail Mihailovici Kasianov (în rusă Михаи́л Миха́йлович Касья́нов; n. 8 decembrie 1957) este un economist și om politic rus, care a îndeplinit funcția de prim-ministru al Federației Ruse în perioada 7 mai 2000 – 24 februarie 2004. Din 1999 până în anul 2000 a fost Ministru al Finanțelor al Rusiei, iar între 10 ianuarie 2000 și 17 mai 2000 a fost prim viceprim-ministru al Rusiei.

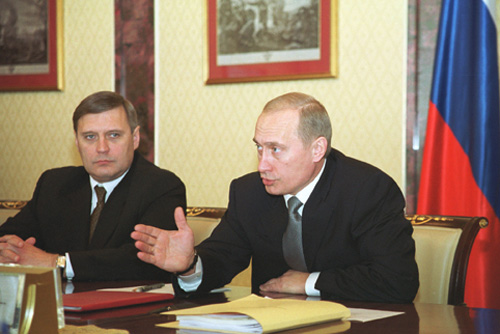
Mihail Kasianov (stânga) și Vladimir Putin